# باميلا لينكولن
باميلا لينكولن (بالإنجليزية: Pamela Lincoln)‏ هي ممثلة أمريكية، ولدت في 19 يونيو 1937 في لوس أنجلوس في الولايات المتحدة، وتوفيت في 21 نوفمبر 2019.

## وصلات خارجية
- باميلا لينكولن على موقع IMDb (الإنجليزية)
- باميلا لينكولن على موقع قاعدة بيانات الفيلم (الإنجليزية)